# Jubiabá (filme)
Jubiabá é um filme franco-brasileiro de 1987, do gênero drama, escrito dirigido por Nélson Pereira dos Santos, baseado no romance homônimo de Jorge Amado.

## Elenco[2]
- Grande Otelo ...Jubiabá
- Betty Faria ...Madame Zaira
- Raymond Pellegrin ...Comendador
- Zezé Motta ...Rosenda
- Ruth de Souza ...Tia Luiza
- Jofre Soares ...Mestre Manoel
- Tatiana Issa ... Lindinalva (criança)
- Romeu Evaristo ...Gordo
- Antônio José Santana ...Baldo (criança)
- Henri Raillard ...Gustavo
- Alexandra Marzo
- Eliana Pittman
- Charles Baiano
- Jurema Pena
- Wilson Mello
- Yumara Rodrigues